# Юньжэн
Айсиньгиоро Юньжэн, при рождении — Иньжэн (кит. трад. 愛新覺羅 允礽, маньчж. ᠶᡡᠨ
ᠴᡝᠩ; 6 июня 1674 — 27 января 1725) — маньчжурский принц династии Цин. Второй среди сыновей императора Канси, доживший до совершеннолетия, и был назначен наследным принцем на два срока с 1675 по 1712 год, прежде чем был свергнут. Он был посмертно удостоен звания принца Лими первого ранга.

## Биография
Юньжэн родился в маньчжурском клане Айсин Гёро и был седьмым сыном императора Канси, но был вторым среди сыновей императора, дожившим до взрослого возраста. Ему дали детское имя «Баочэн» (保成), а когда он стал старше, его переименовали в «Иньжэн». Его матерью была первая императрица императора Канси, императрица Сяочэнжэнь (1654—1674) из клана Хэшери, которая также была внучкой Сонина (одного из четырёх регентов в начале правления императора Канси) в 1661—1667 годах. Она умерла вскоре после рождения Иньжэна, и император Канси очень оплакивал её.
Император Канси лично научил Иньжэна читать и провозгласил его своим наследным принцем, когда Иньжэну был всего год. Под опекой нескольких ученых-чиновников Иньжэн стал хорошо знать китайский и маньчжурский языки. В 1696—1697 годах, когда император Канси дважды отсутствовал в военных кампаниях против джунгарского Галдан-Бошогту-хана, Иньжэн был назначен регентом для наблюдения за делами в столице империи Пекине. Несмотря на скандалы и обвинения в безнравственности, Иньжэн остался в пользу своего отца и получил в качестве своей резиденции Западные сады (西花園) Пекина.
В 1703 году двоюродный дедушка Иньжэна Сонготу был признан виновным в покушении на убийство императора Канси, а также по ряду обвинений в коррупции, был заключен в тюрьму и вскоре после этого умер. В результате Иньжэн постепенно потерял расположение своего отца. В 1708 году во время охотничьей экспедиции в Жэхэ император Канси обвинил Иньжэна в безнравственности, сексуальных непристойностях, узурпации власти и измене. Иньжэн был лишен должности наследного принца и заключен в тюрьму. Когда позже выяснилось, что первый принц Иньчжи нанимал лам, чтобы наложить злые чары на Иньжэна, император Канси помиловал Иньжэна в 1709 году и восстановил его в качестве наследного принца. В последующие три года состояние Иньжэна ухудшилось, и император Канси убедился, что Иньжэн безумен. Следовательно, в 1712 году Иньжэн был снова свергнут и помещен в пожизненное заключение.
В 1722 году цинский император Канси скончался, и ему наследовал его четвёртый сын Иньчжэнь, который стал исторически известен как император Юнчжэн (1722—1735). Иньжэн изменил свое имя на Юньжэн, чтобы избежать табу на имена, потому что китайский иероглиф «Инь» (胤) в «Иньжэн» такой же, как и в личном имени императора Юнчжэна «Иньчжэнь» (胤禛). Юньжэн умер три года спустя, в 1725 году, все ещё находясь в заключении. Ему был присвоен посмертный титул «Принц Лими первого ранга» (和碩理密親王).
Ожесточенный раскол между сыновьями императора Канси и спор о престолонаследии побудили императора Юньжэна установить практику написания секретного императорского указа о том, кто унаследует трон, и запечатывания указа в ящике за табличкой во Дворце императора Небесная чистота в Запретном городе. Указ будет публично обнародован только после смерти правящего императора.

## Семья
От многочисленных жен и наложниц у Юньжэна было 9 сыновей (Хунси, Хунцзин, Хунъянь, Хунвэй, Хунван, Хунтяо и др.) и 14 дочерей.

## В художественной литературе и популярной культуре
- Сыграл Сюй Минь в «Династии Юнчжэн» (1999).
- Сыграл Цзун Фэнъянь во дворце (2011).
- Сыграл Чжан Лэй в «Алом сердце» (2011).
- Сыграл Лам Чи-чунга во Дворце (2013).
- Сыграл Пауэр Чана в «Позолоченных палочках для еды» (2014).
- Сыграл Ляо Янь Лонг в фильме «Влюбленный в императорском дворце» (2017).
- Сыграл Ни Сон Ян в фильме «Мечты обратно к династии Цин» (2019).